# Тишоминго (Оклахома)
Тишоминго (англ. Tishomingo) — крупнейший город и административный центр округа Джонстон в штате Оклахома в Соединённых Штатах Америки.
По данным переписи населения США 2020 года, число жителей города составляло 3 тысячи 101 человек, что на 2,2% больше, чем население в 3034 человека, зарегистрированное по данным переписи 2010 года.

## История
Тишоминго расположен на юге округа Джонстон. Город был первой столицей Нации чикасо с 1856 года до получения Оклахомой статуса штата в 1907 году. 
В городе находится Колледж Мюррея — государственное образовательное учреждение, где обучается несколько тысяч студентов.

## География
Согласно Бюро переписи населения США, Тишоминго имеет общую площадь 4,5 квадратных миль (11,6 км2), из которых 4,4 квадратных мили (11,3 км2) — это суша и 0,1 квадратных мили (0,3 км2 или 2,38%) — водная поверхность.
Национальный заповедник дикой природы Тишоминго, охватывающий низинные земли речных и ручьевых долин, граничит с городом на юге.